# Rok Świętego Józefa
Rok Świętego Józefa – okres w Kościele katolickim trwający od 8 grudnia 2020 do 8 grudnia 2021 roku. Rozpoczęcie Roku Świętego Józefa ogłosił papież Franciszek w uroczystość Niepokalanego Poczęcia Najświętszej Marii Panny. W tym dniu przypadała także 150. rocznica ogłoszenia św. Józefa Patronem Kościoła katolickiego.